# Piomera
Piomera is een geslacht van kevers uit de familie bladkevers (Chrysomelidae).
De wetenschappelijke naam van het geslacht werd in 1863 gepubliceerd door Joseph Sugar Baly.

## Soorten
- Piomera costata Kimoto & Gressitt, 1982
- Piomera major Kimoto & Gressitt, 1982